# SpringFruit
Springfruit (Спрингфру́т) — геосоциальное мобильное приложение для знакомств, которое дает возможность пользователям в реальном времени получать информацию о количестве парней и девушек в развлекательных заведениях городов мира, а также знакомиться с теми, кто рядом.
Приложение было запущено в Казахстане 3 июня 2013 года. По словам разработчиков, приложение позволяет соединить online- и offline-пространства, то есть заводить знакомства с пользователями, которые находятся в зоне видимости, другими словами, в том же заведении. В отличие от традиционных сервисов знакомств, с помощью SpringFruit можно легко начать знакомство online, а затем продолжить общение «вживую».
Как говорит другой сооснователь приложения Олжас Бейсембаев, люди, познакомившись в Интернете, встречаются и в большинстве случаев испытывают разочарование. Приложение SpringFruit позволяет избежать этого негативного опыта. Благодаря радиусу действия чата в 1000 шагов человек, начав знакомство онлайн, может встретиться вживую с новым знакомым в течение 10-15 мин.
За несколько дней после запуска приложение SpringFruit вышло в рейтинге appstore на 1-е место в категории Социальные сети, опережая такие сервисы как Viber, Мой Мир, Вконтакте, Skype, Twitter, Facebook, Foursquare и Одноклассники.
В августе 2013 г. представители мобильного приложения SpringFruit и инвестиционные фонды «AGlobal» и «QHoldings» объявили о заключении соглашения по приобретению фондами 55 % доли в SpringFruit.
В сентябре 2013 г. реклама SpringFruit была показана в кинотеатрах г. Алматы. Весной 2014 г. разработчики SpringFruit презентовали новую версию приложения. В июне 2014 года сооснователи приложения заявили, что SpringFruit переходит из приложения для знакомств в геосоциальное мобильное приложение. В приложении пользователи смогут общаться с друзьями и знакомыми, видеть трендовые места в реальном времени в своем городе. Таким образом, SpringFruit расширяет потенциальную аудиторию. Мобильный стартап планирует выходить на мировые рынке летом 2014 года. Более того, создатели приложения SpringFruit заявили о намерении выйти на NASDAQ.
Дополнительная опция LinkUp позволяет общаться с выбранным пользователем и видеть месторасположение собеседника на карте вне зависимости от расстояния.